# سو بال
سو بال (بالإنجليزية: Sue Ball)‏ هي ممثلة أمريكية، ولدت في 2 مارس 1967 في فيلادلفيا في الولايات المتحدة.

## وصلات خارجية
- سو بال على موقع IMDb (الإنجليزية)
- سو بال على موقع كينوبويسك (الروسية)